# Gracia Olayo
Gracia Olayo Martínez (Madrid, 19 de agosto de 1957) es una actriz y humorista española, integrante del grupo humorístico Las Veneno.

## Biografía
Siendo azafata de vuelo con la compañía Iberia, a finales de los años ochenta decide abandonar esa actividad para dedicarse a la interpretación. Se integra en 1988 en el trío humorístico Las Veneno, en el que continúa 19 años después como la única representante de la formación inicial.
Con Las Veneno consigue algunos de sus mayores éxitos profesionales y desde 1996 comparte escenarios con su hermana gemela Sole (Soledad Olayo) al convertirse el trío en dúo.
Paralelamente se ha ido fraguando una sólida carrera en solitario como actriz de cine y televisión. En la gran pantalla ha intervenido entre otros, en los siguientes títulos: Historias de la puta mili (1994), El efecto mariposa (1995), de Fernando Colomo, Perdona bonita, pero Lucas me quería a mí (1997), de Félix Sabroso, Los novios búlgaros (2004), de Eloy de la Iglesia, así como en varias películas de Álex de la Iglesia, como 800 balas (2002), Crimen ferpecto (2004) o Balada triste de trompeta (2010).
En televisión destaca su participación en la serie Mujeres (2006), protagonizada por Chiqui Fernández y por el que fue galardonada como mejor actriz de reparto en TV por la Unión de Actores.
En 2008 se integra en el reparto de la fallida serie Viva Luisa, de Telemadrid. Ese mismo año intervino en la obra de teatro Silencio, vivimos, adaptación de la serie de televisión de Adolfo Marsillach, consiguiendo una nueva candidatura a los premios de la Unión de Actores, en este caso en la categoría de mejor actriz de reparto de teatro.
En la temporada 2008-2009 participó en la serie Plutón B.R.B. Nero, dirigida por Álex de la Iglesia, y emitida por La 2 de TVE, interpretando a Merche, la mujer del Capitán Valladares (Antonio Gil).
En 2009 regresó al teatro para intervenir en el montaje de la obra Toc Toc, junto a Nicolás Dueñas y Daniel Muriel. Dos años después forma parte del elenco principal de la obra de Aristófanes, La asamblea de las mujeres, estrenada en el Festival de Mérida.
Entre 2010 y 2012 interpretó al personaje de Rosa Ruano en la serie Los protegidos, de Antena 3.
En 2013 interpretó al personaje de Mamen en la serie Con el culo al aire, de Antena 3. Un año más tarde regresa a los escenarios con la obra La llamada dirigida por Javier Calvo y Javier Ambrossi.
En 2014 forma parte del reparto de Musarañas, película dirigida por Juanfer Andrés y Esteban Roel. En 2015 forma parte del reparto de la película Ahora o nunca.
Además, en 2016 intervino como entrevistada en el documental No es cosa de risa, un compendio de entrevistas sobre las interioridades del espectáculo. También abandonó La llamada, tras cuatro temporadas. Participó en teatro con la obra Las Cervantas, rodó la película La llamada, basada en el musical homónimo, y trabajó en la serie La sonata del silencio. Participó en la serie Paquita Salas, tanto en su primera temporada en la plataforma Flooxer como en la tercera, en Netflix.
En 2017 se estrenó La llamada, donde interpretó a sor Bernarda de los Arcos. En 2018 rodó la primera temporada de Hospital Valle Norte, serie a estrenar en 2019 en TVE y en la que interpreta a Rosa; ese mismo año participa en Superlópez interpretando a la madre de Superlópez. En abril de 2019 se estrenó la película Lo dejo cuando quiera, donde interpreta a la madre de Eligio. En 2020, se estrenó Hasta que la boda nos separe, un largometraje dirigido por Dani de la Orden en el que interpreta a la madre de Marina, la protagonista. En ese mismo año, se anuncia que participara en Supernormal, El vecino y Besos en el aire.

## Filmografía

### Cine
| Año  | Película                                           | Personaje           |
| ---- | -------------------------------------------------- | ------------------- |
| 1993 | ¿Por qué lo llaman amor cuando quieren decir sexo? |                     |
| 1994 | Historias de la puta mili                          | María               |
| 1994 | Todos los hombres sois iguales                     |                     |
| 1995 | El efecto mariposa                                 | Azafata             |
| 1997 | Perdona bonita, pero Lucas me quería a mí          | Estrella            |
| 1998 | El grito en el cielo                               | Gloria              |
| 2001 | Manolito Gafotas                                   | Luisa               |
| 2002 | Los novios búlgaros                                | Rosita              |
| 2002 | 800 balas                                          | Juli                |
| 2004 | Crimen ferpecto                                    | Concha              |
| 2004 | Escuela de seducción                               | Mujer cósmeticos 2  |
| 2005 | Los nombres de Alicia                              | Marisa              |
| 2006 | La habitación del niño                             | Enfermera           |
| 2008 | Las tierras altas                                  | Pilar               |
| 2009 | La máquina de pintar nubes                         | Mila                |
| 2010 | Balada triste de trompeta                          | Sonsoles            |
| 2014 | Musarañas                                          | Doña Puri           |
| 2015 | Ahora o nunca                                      | Caritina            |
| 2016 | No es cosa de risa                                 |                     |
| 2017 | La llamada                                         | Sor Bernarda        |
| 2017 | Superlópez                                         | Madre de Superlópez |
| 2018 | El mejor verano de mi vida                         | Martirio            |
| 2019 | Lo dejo cuando quiera                              | Rosario             |
| 2020 | Hasta que la boda nos separe                       | Lourdes             |
| 2020 | Las mejores familias                               | Carmen              |
| 2022 | No haberlos tenido                                 | Manuela             |
| 2023 | Fenómenas                                          | Paz                 |
| 2023 | ¡Vaya vacaciones!                                  | Manuela             |
| 2024 | Un lío de millones                                 | Bego                |

### Series de televisión
| Año        | Serie                        | Canal             | Personaje          | Notas        |
| ---------- | ---------------------------- | ----------------- | ------------------ | ------------ |
| 1992       | Las chicas de hoy en día     | La 2              |                    | 1 episodio   |
| 1995       | Pepa y Pepe                  | La 1              | Lola               | 1 episodio   |
| 1997       | Los negocios de mamá         | La 1              | Charo              | 6 episodios  |
| 2000       | Robles, investigador         | La 1              |                    | 1 episodio   |
| 2000       | Un chupete para ella         | Antena 3          | Dora               | 13 episodios |
| 2006       | Aquí no hay quien viva       | Antena 3          | Directora          | 2 episodios  |
| 2006       | Mujeres                      | La 2              | Susana             | 13 episodios |
| 2006       | Matrimonio con hijos         | Cuatro            |                    | 1 episodio   |
| 2007       | Manolo y Benito Corporeision | Antena 3          |                    | 1 episodio   |
| 2007       | Hospital Central             | Telecinco         | Carolina           | 2 episodios  |
| 2008       | La familia Mata              | Antena 3          |                    | 1 episodio   |
| 2008-2009  | Plutón B.R.B. Nero           | La 2              | Merche             | 26 episodios |
| 2009-2010  | Maitena: Estados alterados   | laSexta           | Emi                | 25 episodios |
| 2010-2012  | Los protegidos               | Antena 3          | Rosa Ruano         | 41 episodios |
| 2013-2014  | Con el culo al aire          | Antena 3          | Mamen              | 5 episodios  |
| 2016       | La sonata del silencio       | La 1              | Juana              | 6 episodios  |
| 2016; 2019 | Paquita Salas                | Flooxer / Netflix | Charo              | 2 episodios  |
| 2018       | Cuerpo de élite              | Antena 3          | Condesa Van Houten | 1 episodio   |
| 2019       | Hospital Valle Norte         | La 1              | Rosa               | 8 episodios  |
| 2020       | Veneno                       | Atresplayer       | Azafata (Voz)      | 1 episodio   |
| 2021       | Besos al aire                | Telecinco         | Diana              | 2 episodios  |
| 2021       | El vecino                    | Netflix           | Alcaldesa          | 8 episodios  |
| 2021; 2023 | Supernormal                  | #0                | Marisol            | 11 episodios |
| 2021-2023  | Los protegidos: El regreso   | Atresplayer       | Rosa Ruano         | 10 episodios |
| 2022       | Historias de protegidos      | Atresplayer       | Rosa Ruano         | 1 episodio   |
| 2023       | La mesías                    | Movistar +        | Rosa Puig          | 4 episodios  |
| 2025       | Manual para señoritas        | Netflix           | Doña Angustias     | 8 episodios  |

## Premios y nominaciones
Premios Feroz
| Año  | Categoría               | Película   | Resultado |
| ---- | ----------------------- | ---------- | --------- |
| 2017 | Mejor actriz de reparto | La llamada | Nominada  |